# Edward John Dent
John Edward Dent (1790–1853) fue un relojero británico, famoso por sus notables relojes de gran precisión y por sus cronómetros marinos. Entre sus grandes realizaciones más destacadas, figuran el reloj de la Bolsa Real de Londres, y el Big Ben, que completaría su hijastro Frederick tras la muerte de Dent.

## Primeros años
Dent nació en Londres en 1790, hijo de John y de Elizabeth. Tuvo un hermano más joven, William (nacido en 1792). Su madre murió en 1793, cuando todavía eran muy pequeños.

## Interés por la relojería
A los 14 años de edad, Dent se convirtió en aprendiz de su abuelo, John Wright Dent, dedicado a fabricar velas de sebo. Sujeto a un contrato de aprendizaje de siete años, obtuvo permiso para trabajar con un primo de su abuelo, Richard Rippon, un relojero experto. El joven Dent quedó tan fascinado por la relojería, que en 1807 consiguió que su abuelo transfiriese los años restantes de su contrato de aprendizaje al relojero Edward Gaudin.

## Años de formación
En 1814, con tan solo 24 años, ya empezaba a ser un relojero conocido: ese año suministró un Reloj Astronómico Estándar para el Almirantazgo, y al menos un cronómetro de bolsillo para la Oficina Colonial de la Expedición Africana. Ya era capaz de fabricar relojes y cronómetros por su cuenta, pero no en cantidades suficientes como para ganarse un sueldo holgado.
Entre 1815 y 1829, se piensa que trabajó para distintas firmas relojeras de prestigio. Uno de ellas era Callum Brothers, a la que seguramente accedió a través de Richard Rippon, que ya había trabajado para ellos.
En 1826 entregó dos cronómetros, números 54 y 55, para ser probados en el Real Observatorio de Greenwich, donde comenzó a trabajar en 1828 examinando y reparando cronómetros, cobrando por sus servicios una elevada remuneración de 25 guineas.
El Astrónomo Real John Pond se refirió a Dent en una carta de 1829 como "entre los mejores trabajadores del momento". La reputación de sus trabajos de precisión propició que recibiese pedidos por parte del Almirantazgo y de la Compañía de las Indias Orientales. Su prestigio recibió otro nuevo impulso en 1829, cuando su Cronómetro Marino n° 114 ganó el Primer Premio en la Séptima Prueba Anual de Cronómetros. Dent supo aprovechar este éxito, mencionándolo sistemáticamente en sus anuncios.

## Arnold & Dent

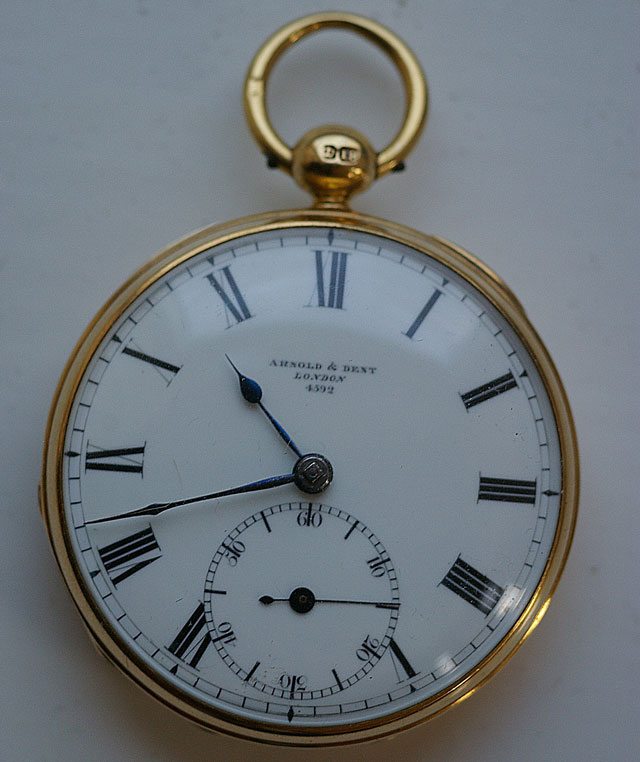
Reloj de bolsillo Arnold y Dent (1835)

En 1830, Dent supo de una plaza disponible para un artesano especializado en la empresa de John Roger Arnold. Pero en vez de ser empleado de la firma, se convertiría en su socio.
La sociedad convino a ambos hombres. Arnold, de 61 años, todavía podría tener un papel en la gestión del negocio, y dispondría de mucho más tiempo para dedicarse a su pasión preferida, inventar nuevos mecanismos de todas clases. Dent, de 40 años, adquiría una posición destacada para demostrar su capacidad como técnico y para utilizar su gran sentido empresarial con el propósito de convertir el negocio en una firma realmente conocida.
Para llamar la atención sobre la empresa (a partir de entonces conocida como 'Arnold & Dent'), insertó anuncios en The Nautical Magazine, y también envió los resultados de sus experimentos al editor, de modo que serían publicados en esta misma revista. En uno de sus primeros anuncios (publicado en 1832), se podía leer:

Los Sres. Arnold y Dent acaban de completar otro de estos bellos ejemplares artísticos, con la forma de un cronómetro de bolsillo, mostrando simultáneamente la hora media y la hora sideral. Es la cuarta de estas máquinas que ha sido fabricada.

En un artículo titulado Consejos sobre Cronómetros publicado en la Revista Náutica de febrero de 1833, Dent señalaba que su cronómetro n° 633 fue enviado con otros 21 cronómetros a cargo del capitán Robert FitzRoy a bordo del HMS Beagle en 1831. De hecho, varios de estos cronómetros estaban fabricados por Arnold y Dent. Un pasajero en este segundo viaje del HMS Beagle era Charles Darwin, cuyas observaciones en aquel periplo le llevaron a la publicación de El origen de las especies.
Los dos últimos años de la sociedad entre Arnold & Dent no fueron felices. Las esperanzas de Dent para tomar las riendas del negocio se vieron frustradas, y como resultado, empezó a desesperarse. Algo comprensible si se piensa que Dent estaba poseído de una determinación casi fanática para convertirse en el mejor fabricante de cronómetros del mundo.
Así, el 30 de septiembre de 1840, la sociedad entre Arnold y Dent llegó a su fin.

## Años posteriores
El 1 de octubre de 1840 comenzó su andadura la empresa conocida como "E. J. Dent, Londres". El 21 de marzo de 1842, Dent solicitó una Patente, titulada "Ciertas Mejoras en Cronómetros y otros Relojes de Referencia". Esta Patente incluía varios diseños de equilibrio de compensación y la invención de un remontoire para su uso en cronómetros marinos.
En enero de 1843, abrió su segundo establecimiento junto a la Plaza de Trafalgar. La tienda exhibía relojes fabricados por Breguet –a quien Dent había conocido durante su etapa con John Roger Arnold– junto con sus propias creaciones.
En 1843 comenzó la fabricación y venta de sus dipleidoscopios (según patente 9793 de J. Bloxam de 1843), producto que se siguió comercializando durante unos 25 años.
El 1 de julio de 1843, Edward John Dent se casó con Elizabeth Rippon, viuda desde que Richard Rippon había muerto en 1835. Dent ganó dos hijastros (Frederick William y Richard Edward) y dos hijastras (Mary Elizabeth y Amelia Lydia Sophia).
Ganó la estima del Astrónomo Real Sir George Airy, quien lo recomendó como fabricante de un gran reloj para la torre del nuevo edificio de la Bolsa Real. La oferta de Dent fue aceptada, haciéndose pública la adjudicación en el ‘'Herald del 20 de agosto de 1843:

NUEVA BOLSA REAL

En su extremo este se ha dispuesto una Torre, de ciento cuarenta pies de alto, conteniendo el Reloj y la Sonería con características avanzadas. Este dispositivo será el mejor producto de la moderna técnica relojera, y se pretende que facilite a los Mercaderes y Capitanes el registro horario más preciso de la Ciudad de Londres. Será realizado por el Señor Dent, Fabricante de Relojes y de Cronómetros, bajo la dirección del Astrónomo Real, el profesor Airy. La Sonería constará de nueve campanas. La campana tenora pesará una tonelada, y las otras en proporción. Estas campanas están siendo fundidas por el Señor Mears, quien fundió la Campana Monstruo para el Canadá.

También estableció un taller en Somerset Wharf para producir esta excelente maquinaria, que estuvo instalada en 1844.
En 1852 Dent ganó la encomienda para fabricar el gran reloj —popularmente conocido como el Big Ben— para el Parlamento de Westminster, pero murió en 1853 antes de completar el proyecto, con 62 años de edad. Fue su hijo adoptivo Frederick quien finalizó la construcción del Big Ben.
El nombre del reloj parece que proviene de la gran campana principal del reloj, que pesa más de 13 toneladas.  Su péndulo mide 13 metros de largo, pesa 300 kilos y bate cada dos segundos. El mecanismo del reloj, situado en una estancia superior, pesa 5 toneladas. El reloj entró en funcionamiento el 7 de septiembre de 1859, convirtiéndose en uno de los símbolos de la Inglaterra de la Época Victoriana.

## La compañía Dent
Frederick Rippon Dent finalizó el Big Ben en 1854. Los hijastros de Dent, Frederick y Richard, mantuvieron el nombre de la compañía, E. Dent & Co Ltd, que cesaría su actividad comercial en 1966.